# Temporada 1999-2000 del Liceu
La temporada 1999-2000 del Liceu destaca:
| Temporada 1999-2000 del Liceu |                         |                                                   |                   | |                                                                                                   |                                                         |
| Òpera                         | Compositor              | Director musical                                  | Director d'escena | Papers principals | Producció                                                                                         | Dates                                                   |
| Turandot                      | Giacomo Puccini         | Bertrand de Billy / Elisabeth Attl (12,15 juliol) | Núria Espert      | Giovanna Casolla (7,13,16,19 octubre), Éva Marton (8,11,14,17,20 octubre) / Anna Tomowa-Sintow (23,26,30 octubre) / Paola Romanò (12,15 juliol), Dalmau González (7,11,14 octubre) / Santiago Sánchez Jericó (8,17,19,20,23 octubre) / Alfredo Heilbron (13,16,26,30 octubre; 12,15 juliol), Stefano Palatchi (7,11,14,17,20,23 octubre) / Simón Orfila (8,13,16,19,26,30 octubre; 12, 15 juliol), Jan Blinkhof (7,11,14,17,20,23 octubre) / Johan Botha (8,13,16,19 octubre) / Boiko Zvetanov (26,30 octubre; 12, 15 juliol), María Bayo (7,11,14,17,20,23 octubre) / Ana María Sánchez (8,13,16,19 octubre; 12, 15 juliol) / Montserrat Martí (26,30 octubre), Lluís Sintes (7,13,16,19,26,30 octubre; 12, 15 juliol) / Àngel Òdena (8,11,14,17,20,23 octubre), Francisco Vas (7,13,16,19,26,30 octubre) / Antoni Comas (8,11,14,17,20,23 octubre; 12, 15 juliol), Vicenç Esteve Madrid (7,13,16,19,26,30 octubre; 12, 15 juliol), Josep Ruiz (8,11,14,17,20,23 octubre), Juan Jesús Rodríguez (7,8 octubre) / Lluís Sintes (11,14,17,20,23 octubre) / Vicenç Esteve Corbacho (13,16,19,26,30 octubre; 12, 15 juliol), Antoni Comas (7,13,16,19,23,26,30 octubre) / Francisco Vas (8,11,14,17,20 octubre), Josep Fadó (12,15 juliol) | Gran Teatre del Liceu, Théâtre du Capitole de Toulouse, Asociación Bilbaína de Amigos de la Ópera | 7,8,11,13,14,16,17,19,20,23,26,30 octubre, 12,15 juliol |
| Les noces de Fígaro           | Wolfgang Amadeus Mozart | Bertrand de Billy                                 | Robert Carsen     | Manuel Lanza / Markus Eiche, Regina Schörg / Christine Weidinger, María Bay / Olatz Saitua, Gilles Cachemaille / Simón Orfila, Petia Petrova / Itxaro Mentxaka, Anne Howells / Begoña Alberdi, Kwangchul Youn / Josep Ferrer, Eduard Giménez, Francisco Vas, Olatz Saitua / Cristina Obregón, Orazio Mor |                                                                                                   | 8 al 23 de maig                                         |
| Sly                           | Ermanno Wolf-Ferrari    | David Giménez Carreras                            |                   | Josep Carreras, Isabelle Kabatu, Sherrill Milnes |                                                                                                   | 4 de juny                                               |